# United Nations Intelligence Taskforce
Pour les articles homonymes, voir UNIT.
La United Nations Intelligence Taskforce ou UNIT est une organisation de fiction apparaissant dans la série télévisée Doctor Who. UNIT est une organisation terrienne opérant sous la tutelle des Nations unies, et son but est d'enquêter et de combattre le paranormal, ainsi que les menaces extraterrestres.
Dans l'ancienne série, plusieurs personnages de UNIT avaient des rôles importants dans Doctor Who, et le Docteur lui-même aidait fréquemment UNIT. Mais dans la nouvelle série, UNIT a été relayée au second plan, et n'a fait que de brèves et rares apparitions.

## Histoire de l'organisation

### Série «classique» (1963 - 1989)

#### Saison 5 (1967 - 1968)
L'organisation UNIT a été créée par l'ONU à la suite de plusieurs incursions extraterrestres dans différents épisodes de Doctor Who. Ainsi, on rencontre déjà des militaires tentant de combattre les Yeti envoyés par la Grande Intelligence dans l'épisode de la cinquième saison The Web of Fear (février/mars 1968) en partie dirigée par le Brigadier Lethbridge-Stewart alors seulement Colonel.

#### Saison 6 (1968 - 1969)
C'est avec le grade de Brigadier-Général que l'on retrouve ce même personnage à la tête de la United Nations Intelligence Taskforce dans la deuxième partie de l'épisode de la sixième saison The Invasion. (novembre/décembre 1968) Ceux-ci enquête sur une entreprise d'électronique malfaisante et réussissent à repousser une invasion des Cybermen en se servant de missiles anti-missiles russes envoyés dans l'espace. L'épisode est censé se passer dans « un futur proche » de celui de la diffusion de l'épisode que les fans estiment à l'année 1975.

#### Saison 7 (1970)
Le Docteur devient conseiller scientifique pour UNIT à la suite de sa troisième régénération (jouée par Jon Pertwee) dans l'épisode Spearhead from Space. Forcé à l'exil sur Terre, il profite alors du laboratoire de UNIT afin de stocker son TARDIS afin de le réparer. L'attitude relativement non-violente et neutre du Docteur face aux différents conflits que rencontre la Terre est source de nombreuses disputes avec le Brigadier. Le Docteur se voit adjoindre une assistante dans la personne du Dr Liz Shaw puis de Jo Grant. Il y rencontre aussi des officiers de UNIT qui l'aident comme le Sergent Benton ou le Capitaine Mike Yates.

#### Saison 10 (1972 - 1973)
Après l'épisode The Three Doctors, le Docteur retrouve la capacité à réutiliser son TARDIS et commence à avoir de la liberté. 

#### Saison 11 (1973 - 1974)
Avec le départ de Jo Grant il se lie d'amitié avec la journaliste Sarah Jane Smith et commence à ne plus suivre les ordres.

#### Saison 12 (1974 - 1975)
Peu de temps après sa quatrième régénération (jouée par Tom Baker) dans l'épisode Robot en 1975 il explique ne plus vouloir vraiment travailler pour eux.

#### Saison 13 (1975 - 1976)
Harry Sullivan, alors médecin chirurgien pour UNIT suit le Docteur le temps de la douzième saison, jusqu'à Terror of the Zygons où le Docteur revient sur Terre pour venir en aide au Brigadier en écosse. Le quatrième Docteur passe une dernière fois par les locaux de UNIT dans l'épisode The Android Invasion (1975) où il déjoue un complot visant à remplacer son personnel par des copies robotiques. Seul le sergent Benton et Harry Sullivan y sont d'ailleurs présents. Dans The Seeds of Doom (1976) le Docteur aide brièvement UNIT et se fait aider du Major Beresford, mais plus aucune tête connue n'est présente.

#### Saison 26 (1989)
Si le Brigadier réapparaît brièvement dans les épisodes Mawdryn Undead (1983) et The Five Doctors (1985) il s'est retiré d'UNIT pour devenir professeur de mathématiques. Toutefois, UNIT réapparaît une dernière fois dans la série classique dans l'épisode de 1989 Battlefield dans lequel l'organisation semble avoir été reprise en main par le Brigadier Bembera. Le Brigadier Lethbridge-Stewart reprend du service le temps de l'épisode.

### Série «moderne» (2005-2022)
UNIT est de nouveau présente dans la nouvelle série de Doctor Who de 2005. Si elle est toujours avant tout une organisation militaire, ses fonctions ont évolué. Désormais, elle est également chargée de recueillir des informations et de développer de nouvelles technologies pour établir le contact avec les extraterrestres.

#### Saison 1 (2005)
UNIT apparaît brièvement dans la première saison mettant en scène le neuvième Docteur dans le double épisode L'Humanité en péril et Troisième Guerre mondiale, où tous les membres présents se font tuer par les Slitheens. Le Docteur déclare d'ailleurs en voyant leur nom apparaître : « UNIT, je les connais, ce sont des gens bien ».

#### L'Invasion de Noël(Noël 2005)
Au fur et à mesure des saisons, UNIT devient une organisation qui se donne de plus en plus de moyens pour lutter efficacement contre les différentes menaces extraterrestres. Ainsi, lors de sa deuxième apparition, lors de L'Invasion de Noël, UNIT prend l'invasion des Sycorax en main avant l'intervention du Docteur. Même si son rôle n'est pas encore prépondérant (c'est finalement Torchwood qui se charge de détruire le vaisseau Sycorax), les scientifiques de UNIT apparaissent très compétents puisqu'ils sont capables de traduire le langage Sycorax.

#### Saison 4 (2008)
UNIT devient donc de plus en plus efficace et développe de plus en plus de technologies afin de lutter efficacement contre les extraterrestres, évolution due en partie à l'arrivée de Martha Jones, compagne du Docteur dans la troisième saison, dans leurs rangs. On peut supposer que celle-ci a apporté de nombreux renseignements à la suite de son expérience avec le Docteur.
Mais UNIT apparaît également comme une organisation fanatique et potentiellement dangereuse pour les humains eux-mêmes. Dans le double épisode concluant la quatrième saison (La Terre volée et La Fin du voyage), UNIT donne à Martha Jones l'ordre d'activer la clé Osterhagen. Il s'agit en réalité d'activer plusieurs charges nucléaires situées dans les profondeurs de la Terre afin de détruire totalement la planète. 

#### Planète Morte(Pâques 2009)
Lorsque le Docteur se retrouve dans un bus qui finit transporté sur une autre planète, nommé San Helios, via un trou de ver au milieu de Londres. UNIT est interpelé sur place afin de trouver une solution pour refermer le trou de ver ainsi que sauver les passagers du bus et le Docteur.

#### Saison 7A (2012)
L'organisation réapparaît dans l'épisode l’Invasion des cubes et y montre un nouveau Q.G. caché dans la Tour de Londres. Elle est dirigée par Kate Stewart, la fille du Brigadier. 

#### Le Jour du Docteur(50ème Anniversaire 2013)
Cette nouvelle équipe réapparaît dans l'épisode spécial du cinquantième anniversaire de la série Le Jour du Docteur afin de traiter l'invasion de Zygons et présente également le personnage récurrent d'Osgood, une scientifique d'UNIT, fan du Docteur. Il y est révélé que ceux-ci détiennent une pièce entière consacrée au Docteur.

#### Saison 8 (2014)
L'équipe dirigé par Kate Stewart réapparaît aussi en 2014 dans l'épisode Mort au paradis et y combat une invasion de défunts transformés en Cybermen par Missy. Elle nomme le Docteur « Président de la Terre » à titre provisoire et il y est fait plusieurs fois mention du Brigadier.

#### Saison 9 (2015)
En 2015, dans Le Magicien et son disciple ils sont chargés d'élucider le mystère d'avions s'étant arrêtés en plein ciel. Et la même année, dans le double-épisode Vérité ou Conséquences, UNIT tente d'arrêter l'invasion des Zygons.

#### Résolution(Nouvel An 2019)
Pour l'épisode du nouvel an 2019, on apprend que UNIT a été suspendu à la suite de litiges financiers.

#### Saison 12 (2020)
Dans l’épisode La Chute des espions : partie 1, on apprend que UNIT et Torchwood n'existent plus.

#### Saison 13 (2021)
L'histoire de UNIT est mentionnée de différentes manières à travers le Chapitre 5 (Survivants du Flux) en commençant par la création de cette organisation avec l'insistance du Grand Serpent, plusieurs années s'écoulent et le Grand Serpent continue ses manipulations et ses exécutions à travers les décennies jusqu'à obtenir le contrôle de UNIT. Or, Kate Stewart comprend qu'il manigance quelque chose et se retrouve en danger à cause de cela. De son côté, le Grand Serpent ordonne aux soldats de UNIT d'abaisser toutes les défenses de la planète afin de permettre aux Sontariens d'exécuter leur plan d'invasion sur Terre. 
Après avoir disparue des radars, dans le Chapitre 6 (Les Conquérants) Kate Stewart retrouve les compagnons du Docteur dans les tunnels de Williamson à Liverpool et leur demande de l'aide jusqu'à ce que le Docteur se manifeste pour aider Kate à stopper les Sontariens, le Grand Serpent et récupérer le contrôle de UNIT.

#### Le Pouvoir du Docteur(100ème Anniversaire de la BBC 2022)
Kate Stewart fait appel au Docteur après avoir découvert de nombreux tableaux défigurés par le visage du Maître ici déguisé en Rasputin et fait également appel à d'anciennes compagnes du Docteur du nom de Tegan Jovanka et Ace. Le Q.G de UNIT subit une invasion Cybermen de l'intérieur et réussit à la contrer en finissant par faire s'écrouler le bâtiment.

### «Nouvelle» Série (Depuis 2023)

#### La Créature Stellaire(60ème anniversaire 2023 , épisode 1)
Le Docteur aide UNIT à faire face à une guerre interstellaire entre le Meep et les guerriers Wrath. 

#### Le Fabricant de Jouets(60ème anniversaire 2023 , épisode 3)
Kate Stewart sollicite le 14ème Docteur pour l’aider face à un mystérieux rire qui rends l’humanité folle en 2023. Avec sa compagne Donna, il fait face au Fabricant de Jouets et à ses plans de domination de l’univers. 

#### La Légende de Ruby Sunday et l’Empire de Mort (Saison 14, 2024)
Le 15ème Docteur demande son aide à l’UNIT concernant une femme qu’il croise régulièrement lors de ses aventures. Tout cela n’est qu’un plan de Sutekh, dieu de la mort, pour instaurer le chaos dans l’univers. 

## Organisation et équipement
Le statut de UNIT lui permet, en cas d'urgence, l'accès au pouvoir. Bien qu'il opère sous l'autorité de l'ONU, son personnel est secondé par l'armée du pays qui les héberge, et doit tout de même rendre des comptes à ses supérieurs hiérarchiques. Ainsi, le Brigadier Lethbridge-Stewart donne des rapports de ses actes au Ministre de la Défense et au Premier Ministre.
Contrairement à l'Institut Torchwood, l'organisation n'est pas totalement secrète. Ainsi, les civils sont informés de son existence, même si UNIT est plutôt, pour eux, une organisation de sécurité avec des scientifiques.
Son personnel possède une vaste gamme d'armes, la plupart pour anti-armure, afin de combattre les robots et les Daleks. Leurs armes peuvent aussi combattre les Cybermens (canons à or).
UNIT possède de nombreuses bases à travers le monde. Ainsi, dans The Invasion, UNIT possédait un centre de commandement dans la soute d'un transport militaire C-130 Hercules. Dans The Dæmons, il s'agit d'un quartier général mobile, pouvant être conduit n'importe où.
Outre de nombreux personnages de la série, Sarah Jane Smith a aussi travaillé avec UNIT.
Dans L'Invasion de Noël, UNIT possède un logiciel capable de déchiffrer les langages extraterrestres très efficacement. En outre, il est dévoilé dans cet épisode la base se situant sous la Tour de Londres.
Dans la troisième saison, c'est le porte-avions aérien Valiant qui est dévoilé, celui-ci semble inspiré du Cloudbase de la série Capitaine Scarlet, conçue par Le Maître alors ministre de la défense britannique. Il est détruit par les Daleks durant l'épisode La Terre volée.

## Autres apparitions
UNIT a fait des apparitions dans de nombreux spin-offs de Doctor Who. Cependant, la continuité entre chacun d'eux est assez floue.

### Livres
La transcription écrite de Remembrance of the Daleks (Mémoire des Daleks) de Ben Aaronovitch mentionne que les troupes commandées par Gilmour sont les troupes du « Groupe de Mesure Anti-Intrusion » (« Intrusion Counter-Measures Group »).
UNIT Exposed, le magazine Doctor Who spécial hiver 1991, suggère que le « Groupe de Mesure Anti-Intrusion » (« Intrusion Counter-Measures Group ») est un précurseur de UNIT. Cela est par la suite repris et prolongé dans le roman Who Killed Kennedy de David Bishop, qui procure une histoire fictive de UNIT depuis le point de vue d'un enquêteur journaliste. Le roman révèle également le rôle de Lethbridge-Stewart dans la proposition de formation de UNIT après l'incident du Yeti.
Les livres Les Aventures passées du Docteur (Past Doctor Adventures) de la BBC et Les Aventures manquantes des publications Virgin (Missing Adventure) ont mis en place des histoires à l'intérieur de UNIT et ont révélé de nouvelles informations à propos du passé, du présent et du l'avenir de UNIT.
Les Nouvelles Aventures (The New Adventures) du roman La Guerre juste (Just War) de Lance Parkin mentionne « LONGBOW », une organisation pour la sécurité mondiale mise en place par la Société des Nations qui s'est heurté aux incidents occasionnels dus aux extraterrestres. Elle est ensuite dissoute à la suite de l'échec d'une mission.
Sans futur (No Future) de Paul Cornell fait figurer une section espionnage de UNIT appelée « Broadsword ». Les agents de Broadsword sont habillés en civils et « choisis pour nous offrir des solutions latérales et non-militaires, appuyés par des entrainements avec le SAS et un simple bon sens ».
Les Jours mourants (The Dying Days), également de Lance Parkin, nomme la division française de UNIT « NUIT » (« Nations unies Intelligence Taskforce »), et l'aventure du huitième Docteur Chimie Émotionnelle (Emotional Chemistry) de Simon A. Forward nomme la division russe de UNIT « ОГРОН » (OGRON) (« Оперативная Группа Разведки Объединённых Наций », ou « Operativnaya Gruppa Razvedki Obyedinyonnih Natsiy », qui peut être traduit par « Groupe des Opérations de Reconnaissance des Nations unies »). Le contingent d'Asie de l'Est est identifiée dans le roman Le Temps des balles (Bullet Time) de David A. McIntee comme UNIT-SEA (South-East Asia).
Les Gobelins maléfiques de Neptune (The Devil Goblins from Neptune) de Keith Topping et Martin Day introduisent une division dans l'agence centrale d'espionnage, dirigée par un homme seulement connu sous le nom de Control, qui figure comme rival de UNIT dans plusieurs romans cités ci-dessous.
Corps Extraterrestres (Alien Bodies) de Lawrence Miles introduit une division de UNIT encore plus impitoyable appelée « UNISYC » (« United Nations Intelligence Security Yard Corps », qui signifie « Unité pour la Sécurité de la Section Espionnage des Nations unies »). Elle remplace UNIT dans les années 2040.
Au XXVIe siècle, UNIT s'est transformée en société secrète appelée Unitatus, engagée à défendre la Terre contre les menaces extraterrestres, vue pour la première fois dans le roman Fusion à froid (Cold Fusion) de Lance Parkin. L'Unitatus dure au moins jusqu'au XXXe siècle, où elle apparaît dans le livre Qu'un péché est infâme (So Vile a Sin) de Ben Aaronovitch et Kate Orman.

### Bandes-dessinées
Les bande dessinées du magazine Doctor Who mettent aussi souvent en scène UNIT et dans celles des années 1980 est créé un nouvel officier de UNIT : Muriel Frost.
Une histoire, Genèse finale (Final Genesis), prend place dans un univers parallèle dans lequel les humains ont fait la paix avec les Siluriens et UNIT est devenu le « Commandement d'Espionnage Des Races Unies » (« United Races Intelligence Command »).
La bande dessinée du huitième Docteur L'Inondation (The Flood) établit que le British Secret Intelligence Service, plus connu sous le nom de MI6, considérait UNIT avec un certain degré de mépris au début du XXIe siècle et ne l'a délibérément pas informé quand il détectait une intrusion de Cybermen de leur fait et autres problèmes non spécifiés avec les relations entre la Grande-Bretagne et les Nations unies.
UNIT apparaît également dans des bandes dessinées sans rapport. Dans au moins un problème de Uncanny X-Men, où un personnage identifié comme le brigadier Lethbridge-Stewart est brièvement vu de dos, s'adressant au Sergent-Major Benton.
Dans la bande dessinée de Caballistics, Inc.  éditée en 2000, Lethbridge-Stewart (nommé uniquement par son grade) apparaît dans plusieurs aventures comme une liaison militaire et se réfère à « la toile de peur » (« The Web Of Fear »). Et Flasque de Gratte-cul (Hip Flask) montre un UNIT du XXIIe siècle attaché dans les origines des Éléphanthommes.
Marvel Comics a aussi deux personnages principaux appelés le Dr Alistaire Stuart qui affirme connaître un « jeune homme de Gallifrey » (« A chap from Gallifrey ») et le brigadier Alysande Stuart, conseiller scientifique et commandant respectivement du détachement spécial de la Weird Happenings Organisation (ou WHO) de Grande-Bretagne, qui signifie « Organisation des Évènements Étranges ». Depuis, WHO est dissoute et Alysande tué mais Alistaire Stuart est encore un personnage récurrent dans La Grande-Bretagne de Marvel[Quoi ?].

### Pièces audio
Une version d'un univers alternatif de UNIT et du brigadier Lethbridge-Stewart apparaît dans la pièce audio Sympathie pour le démon (Sympathy for the Devil) produit par les productions Big Finish. Dans cette histoire, UNIT est commandé par l'abrasif colonel Brimmicombe-Wood, joué par David Tennant, l'interprète plus tard du dixième Docteur dans la seconde série Doctor Who. L'histoire concerne un UNIT pour qui n'a jamais travaillé avec le troisième Docteur et avec beaucoup de résultats différents : la « Terreur des Autons » (« Terror of the Autons ») a fini dans une « purge des plastiques », Mike Yates est décédée lors d'un voyage à travers le temps pour détruire les Silurians, et ainsi de suite.
En décembre 2004, Big Finish présente UNIT: Time Heals, la première d'une nouvelle série de pièces de théâtre audio UNIT, avec un général à la retraite Sir Alistair Lethbridge-Stewart à titre de conseiller d'une nouvelle génération de dirigeants. Un aperçu de l'épisode (donné gratuitement à Doctor Who Magazine # 351), UNIT : le Coup d'État (UNIT: The Coup), montre Lethbridge-Stewart briser enfin des décennies de secrets en informant une conférence de presse du réel objectif de UNIT : être la première ligne de défense contre l'inconnu (bien qu'il se soit avéré que le grand public pense qu'il s'agit d'un canular). La série a également introduit une autre division rivale, cette fois dans le gouvernement britannique, le « Contre-Espionnage Interne du Service », ou ICIS (« Internal Counter-Intelligence Service »). En septembre 2008, cet épisode est de nouveau mis à disposition en téléchargement gratuit.
La plupart des protagonistes de cette série sont le colonel Emily Chaudhry, spécialiste des relations publiques (joué par Siri O'Neal), le lieutenant Will Hoffman (Robert Curbishley) et le colonel Robert Dalton, vétéran de l'armée britannique affecté temporairement à UNIT, joué par Nicolas Deal. Hoffman et Dalton sont tués dans la troisième pièce, UNIT: The Longest Night (La Plus Longue des nuits).
La quatrième et jusqu'ici dernière pièce[Quand ?], UNIT : Le Dépérissement (The Wasting), montre la version de Brimmicombe-Wood de cette version de l'Univers, encore une fois joué par David Tennant.
La courte histoire de La Terreur de l'obscurité (The Terror of the Darkness) dans la collection Short Trips : Une Journée dans la vie (A Day in the Life) révèle que Chaudhry et Hoffman ont déjà voyagé avec le sixième Docteur.
Leurs aventures ont continué ensuite dans les Détails Incongrus (Incongruous Details) (Short Trips: The Centenarian – Le Centenaire) avant de terminer dans Short Trips : Définition des modèles (Defining Patterns).